# 戈盧比夫卡 (博羅瓦區)
49°19′12″N 37°25′57″E / 49.32000°N 37.43250°E
霍盧比夫卡（烏克蘭語：Голубівка）是位於烏克蘭東部的村莊，由哈爾科夫州伊久姆區的博罗瓦市镇負責管轄。該村面積0.49平方公里，海拔高度162米，2001年人口32，人口密度每平方公里65.4人。